# Jetix Play
Jetix Play a fost un post de televiziune pentru copii deținut de Jetix Europe. Canalul a fost lansat în ianuarie 2003 (în Polonia), și în octombrie 2003 (în România, Rusia și Turcia) ca Fox Kids Play, iar pe 1 ianuarie 2005 ca Jetix Play. Postul difuza desene animate și seriale clasice, fiind destinat la o audiență mai tânără decât Jetix. Perioada de difuzare era de 17 ore pe zi, de la 06:00 la 22:45.
Jetix Play a fost disponibil în limba engleză, poloneză, turcă, și rusă.
Reclamele erau în turcă și poloneză; vocile din reclame erau auzite doar pe platformele audio respective. Celelalte platforme fie ștergeau vocile din reclamă (dacă era posibil), fie ștergeau toate sunetele și le înlocuiau cu o melodie folosită în trecut de Fox Kids și Jetix sau cu o melodie mai recentă apărută în timpul postului Jetix. Această melodie este de asemenea folosită pe celelalte canale multilingve Disney, cum ar fi Disney Channel Europa Centrală și de Est.
Odată cu închiderea posturilor Jetix și înlocuirea acestora de Disney Channel, canalele Jetix Play au fost închise la rândul lor și ele, fiind înlocuite în majoritatea țărilor de Playhouse Disney (Disney Junior). Pe 1 august 2010, postul a fost închis peste tot, excepție făcând Turcia, fiind închis ulterior, pe 1 septembrie 2010 și acolo.